# Lidder
Der Lidder oder Liddar, „West Lidder River“ (Urdu لدر ندی) ist ein etwa 75 km langer rechter Nebenfluss des Jhelam im indischen Unionsterritorium Jammu und Kashmir.

## Verlauf
Der Lidder hat seinen Ursprung am Gletschertor des Kolahoigletschers an der Nordflanke des Kolahoi in einer Höhe von 3650 m. Er strömt anfangs in einem Bogen durch die westlichen Ausläufer des Himalaya – erst nach Norden, dann nach Westen und schließlich nach Süden. Der Fluss passiert die Siedlungen Aru und Mondlan. Bei Pahalgam, bei Flusskilometer 42, trifft der Östliche Lidder (East Lidder River), der wichtigste Nebenfluss des Lidder, von Nordosten kommend auf den Fluss. Dieser fließt nun in südsüdöstlicher Richtung aus dem Gebirge heraus in die Hochebene des Kaschmirtals. Nach insgesamt 60 km wendet sich der Lidder nach Westsüdwest und mündet schließlich 3 km nordwestlich der Stadt Anantnag rechtsseitig in den Jhelam. Der mittlere Abfluss beträgt 206 m³/s. Sein Einzugsgebiet bildet den nördlichen Teil des Anantnag-Distrikts.